# Sporophlyctis chinensis
Sporophlyctis chinensis är en svampart som beskrevs av Sparrow 1960. Sporophlyctis chinensis ingår i släktet Sporophlyctis och familjen Chytridiaceae.   Inga underarter finns listade i Catalogue of Life.